# KING OF PRISM by PrettyRhythm
『KING OF PRISM by PrettyRhythm』（キング・オブ・プリズム バイ プリティーリズム）は、2016年に公開された日本のアニメーション映画。2013年に放送されたテレビアニメ『プリティーリズム・レインボーライブ』のスピンオフ作品であり、『KING OF PRISM』シリーズの1作目。公式で使用されている略称は「キンプリ」である。

## 概要
『プリティーリズム・レインボーライブ』に登場した男子プリズムスタァ3人がテレビシリーズ最終話で新ユニット・Over The Rainbowを結成して以降のエピソードを描く完全新作の劇場版。『プリティーリズム』シリーズとしては2014年公開の『劇場版 プリティーリズム・オールスターセレクション プリズムショー☆ベストテン』に続く2作目（『プリパラ』とのクロスオーバー作品である『劇場版プリパラ み〜んなあつまれ!プリズム☆ツアーズ』を含めた場合は3作目）の映画となる。
この作品は「応援上映」という上映方法を世間に広め、劇場内は圧巻の盛り上がりをみせた。
2017年6月10日に続編となる映画『KING OF PRISM -PRIDE the HERO-』が公開、2019年4月からテレビシリーズ『KING OF PRISM -Shiny Seven Stars-』が放送されるなど、『KING OF PRISM』シリーズとしてシリーズ化されている。

### シリーズ作品
| タイトル                                                           | 媒体        | 劇場公開日                  | 放送期間        | 備考                                        |
| ------------------------------------------------------------------ | ----------- | --------------------------- | --------------- | ------------------------------------------- |
| KING OF PRISM by PrettyRhythm                                      | 劇場        | 2016年1月9日                | -               | 本作                                        |
| KING OF PRISM -PRIDE the HERO-                                     | 劇場        | 2017年6月10日               | -               |                                             |
| KING OF PRISM -Shiny Seven Stars-                                  | テレビ 劇場 | 2019年3月2日 - 2019年5月4日 | 2019年4月 - 7月 | 劇場編集版全4章が先行公開された。           |
| KING OF PRISM ALL STARS -プリズムショー☆ベストテン-                | 劇場        | 2020年1月10日               | -               |                                             |
| KING OF PRISM -Dramatic PRISM.1-                                   | 劇場        | 2024年8月16日               | -               | 『-Shiny Seven Stars-』を再構成した劇場版。 |
| KING OF PRISM-Your Endless Call-み〜んなきらめけ!プリズム☆ツアーズ | 劇場        | 2025年6月27日               | -               |                                             |

## ストーリー
7月7日の夜、一条シンはホタルに導かれ河川敷で如月ルヰと出会う。シンはルヰからOver The Rainbowのライブチケットと共にペンダントを手渡され「彼にプリズムショーを見せてあげてほしい」と言われる。始めは不思議そうにしていたシンだがルヰの涙を見て決心し、ライブ会場へと急いだ。Over The Rainbowはプリズムスタァ養成校・エーデルローズに所属する人気・実力ともトップクラスのプリズムスタァ、神浜コウジ・速水ヒロ・仁科カヅキ3人によるユニットである。シンはショーでOver The Rainbowだけでなくプリズムショーの魅力に圧倒された。帰り道、ライブで披露されたプリズムジャンプ「純愛！ときめきサイクリング」を真似し自転車に乗って土手から飛んでいたところ、エーデルローズ主宰の氷室聖からプリズムスタァとしての才能を見出され、エーデルローズに入学することになる。しかしかつては名門として名を馳せていたエーデルローズだが、創立者の法月皇の死去で状況が一変していた。一度はプリズムショー界から追放されていた元主宰の法月仁が新しくシュワルツローズを立ち上げて復権、男子部の有力な新人はほとんどがシュワルツローズへと移籍してしまった。女子部は仁の介入を避けるため、蓮城寺べるを筆頭に独立。エーデルローズに残されたのは創立時からの寮とOver The Rainbow、そして4月に入学したばかりのごく少人数の新入生だけであった。
シンがルヰに頼まれOver The Rainbowに会った帰り、ルヰと再会する。互いに改めて自己紹介をしたあと、ルヰは「また逢えるよ」と言い去っていった。寮に帰ったシンはレッスンリンクで待ち構えるコウジに遭遇する。コウジはシンの特訓のためプリズムショー対決を持ち掛けてきたのだった。一方その頃、高架下で踊っていたカヅキの元に香賀美タイガ、そしてシュワルツローズの大和アレクサンダーがやってきていた。アレクサンダーはアカデミー系であるシュワルツローズが用意したマシンをクリアする実力者だが、ストリート系としてカヅキをライバル視しており、アイドルとしても活動するカヅキが「ストリート系の地位を落としている」としてプリズムダンスバトルを仕掛けてきたのだった。カヅキはOver The Rainbowのことを考え一度は断ったが、勝負を受けることになる。バトル序盤はアレクサンダーがやや押していたが最終的にはドローという結果に終わり、アレクサンダーは不服そうに去っていった。レッスンリンクではシンがコウジの「はちみつキッス」を受け、初めてのプリズムジャンプ「シン・無限ハグ」を飛んでみせた。コウジはその姿に出会ったばかりの頃のヒロを見る。そしてシンになら自分が去った後のエーデルローズを任せられると確信し、Over The Rainbowの曲「Over the Sunshine! 」を託した。
エーデルローズは仁による多額の負債を抱えており、ハリウッドから楽曲制作の依頼を受けていたコウジは契約金でその負債を穴埋めしようと考えていた。ヒロ・カヅキはそれぞれの考えもありつつコウジを送りだしたが、ファンはそのことを受け入れられず、エーデルローズ感謝祭・ローズパーティで行われたOver The Rainbowのプリズムショー「Flavor」と、同時にハリウッドへ向かったコウジを見て涙を流した。観客たちが悲しみに暮れる中、シンは聖からプリズムショーをするよう頼まれる。シンはコウジの「プリズムショーはみんなを笑顔にすることができる」という言葉を思い出しそれを快諾する。観客は始めこそ冷たい反応をしたが、シンのプリズムショーや新しいアクション「プリズムラッシュ」で次第に盛り上がり、プリズムジャンプ「Over the Sunshine! 」のあと、会場は大きな歓声に包まれた。
一方シュワルツローズでは、プリズムキングカップに向けエーデルローズに対抗するための決起集会が行われていた。そこにはルヰがおり、エピローグではヒロのマイソングであるはずの「pride」を踊る姿を見せている。また、カヅキはローズパーティーのあとエーデルローズを辞めており、Over The Rainbowは事実上解散していた。

## キャスト
- 神浜コウジ - 柿原徹也
- 速水ヒロ - 前野智昭
- 仁科カヅキ - 増田俊樹
- 一条シン - 寺島惇太
- 太刀花ユキノジョウ - 斉藤壮馬
- 香賀美タイガ - 畠中祐
- 十王院カケル - 八代拓
- 鷹梁ミナト - 五十嵐雅
- 西園寺レオ - 永塚拓馬
- 涼野ユウ - 内田雄馬
- 如月ルヰ - 蒼井翔太
- 大和アレクサンダー - 武内駿輔
- 法月仁 - 三木眞一郎
- 山田リョウ - 浪川大輔
- 氷室聖 - 関俊彦
- 黒川冷 - 森久保祥太郎

## 用語
十王院財閥
丸の内に拠点を置く総資産200兆円を超える大財閥で経営理念である『ゆりかごから墓場まで』の言葉通り様々な事業を手掛けている。
プリズムウォッチ
十王院グループが開発した超高性能スマートウォッチで表面的な感情に左右されず、プリズムショーの採点を行うことができ、バトルモードも搭載している。
バトルモード
己のプライドを懸けた 熱いプリズムバトルを数値化し、その得点で勝敗を競い合う。 バトル開始時には専用のバトルスーツを着用し、会場の観客席を駆け抜けるプリズムラッシュによってゴールした者が先攻を決め、バトルモードでは先攻が有利となる。
プリズムラッシュ
観客席の間を駆け抜けるスピードスケート形式のパフォーマンス。観客席に飛び出し、通路横を滑走しながらプリズムスタァと観客がハイタッチできるのが特徴である。バトルモードのプリズムラッシュでは、プリズムスタァが専用のバトルスーツを着用し、通常のスピードスケート以上の迫力ある滑走とパフォーマンスが行われる。バトルモードでのプリズムラッシュは、プリズムスタァはバトルスーツを着用し、観客の間を駆け巡ることで先攻を決定する。スピードスケート形式で先にゴールした者が先攻となり、バトルモードでは先攻が有利とされている。

## スタッフ
- 原作 - タカラトミーアーツ/シンソフィア
- 監督 - 菱田正和
- 脚本 - 青葉譲
- CGディレクター - 乙部善弘
- キャラクター原案&デザイン - 松浦麻衣
- プリズムショー演出 - 京極尚彦
- 音響監督 - 長崎行男[9]
- アニメーション制作 - タツノコプロ
- 制作協力 - プリティーリズム・レインボーライブ製作委員会
- 協賛 - タカラトミーアーツ
- 配給 - エイベックス・ピクチャーズ
- 製作 - キングオブプリズム製作委員会（エイベックス・ピクチャーズ、タツノコプロ）

## 主題歌
エンディングテーマ「ドラマチックLOVE」
作詞 - 宮嶋淳子 作曲・編曲 - Yu
歌 - 一条シン（寺島惇太）、太刀花ユキノジョウ（斉藤壮馬）、十王院カケル（八代拓）、香賀美タイガ（畠中祐）、西園寺レオ（永塚拓馬）、鷹梁ミナト（五十嵐雅）、涼野ユウ（内田雄馬）
「エーデルローズ クリスマスパーティー」に向けた新曲として涼野ユウが作曲、エーデルローズ生7人で作詞したという設定で、ソロパートはそれぞれが作詞した部分を歌っている。ブルーレイ・DVD初回生産特装版には製作の様子が新作ショートアニメとして収録されている。

## 製作経緯
2014年3月に『レインボーライブ』が完結した後、エイベックス・ピクチャーズの社内会議でプロデューサーの西浩子がOver The Rainbowをメインとする深夜アニメの企画を提出したことに端を発する。その後、2014年12月13日に幕張メッセで開催された合同イベント『プリパラ&プリティーリズム クリスマス☆パーティー』で『レインボーライブ』の挿入歌「pride」の速水ヒロ&神浜コウジデュエットバージョンを新規作成して公開したところ反響が良く、宙に浮いていた企画を再始動する流れの形成に繋がった。
2015年3月に公開された『プリパラ』初の劇場版『プリズム☆ツアーズ』では『プリティーリズム』シリーズの総集編パートにシリーズ中の男子プリズムショーをピックアップしたルート4「胸キュン! プリズムボーイズツアー」が作成された。当初から予定されていたルート1〜3と異なり予算がほとんど無く一時は中止が検討された中、完成に漕ぎ着けたルート4は配給側の予想を上回る好評を博し7月20日に渋谷で開催された『踊る! アイドルおうえん上映会』の投票でもルート4が選ばれている。こうした男子プリズムショーへの反響の大きさから劇場用映画として企画が始動したが、既に『プリティーリズム』シリーズの後継タイトルとして『プリパラ』が軌道に乗っていることもあり、マーケティングに際しては女児向けタイトルである『プリパラ』との競合を避けることが最優先とされた。
9月3日、Over The Rainbowデビューアルバムと銘打って『プリズム☆ボーイズコレクション』が発売される。10月4日に開催された『Over The Rainbow SPECIAL FAN DISC』発売記念イベント『エーデルローズ入学説明会』の席上で、映画製作が発表された。

## 封切り

### プロモーション
PRISM KING CUP 次世代プリズムスタァ選抜総選挙
2016年1月9日から3月31日までキャラクター投票「PRISM KING CUP 次世代プリズムスタァ選抜総選挙」が行われた。「PRISM KING CUP」に出場できるのは選ばれたプリズムスタァのみだが、投票で選ばれたキャラクターはシード枠で出場できるという設定。これに伴い本編冒頭でキャラクターからの投票ムービーが上映された。
1月17日開催「プリズムエリートの集い」にて中間発表があり、1位 香賀美タイガ・2位 太刀花ユキノジョウ・3位 大和アレクサンダー・4位 一条シン・5位 涼野ユウだった。そして最終結果は1位 香賀美タイガ・2位 大和アレクサンダー・3位 十王院カケル・4位 一条シン・5位 太刀花ユキノジョウとなった。これについて監督の菱田とプロデューサーの西は「予想が外れた」と語っており、特に大和アレクサンダーは中間発表の時点で菱田から「ランクインは想定外」とまでいわれている。西は“当てたのは、「きっとタイガが1位ですよ」とおっしゃっていた松浦さんだけですね”とコメントした。
愛をいっぱい届けよう！プリズムスタァ応援上映
本作は応援上映も行っており、それについて公式サイトには“コスプレOK！声援OK！アフレコOK！お客様みなさんで一緒に盛り上がるイベント上映です！”とある。6月18日から開始された4DX上映でも実施された。本作の応援上映についてプロデューサーの西は“「2.5次元の作品(ミュージカルや舞台)が2次元からキャラクターたちが出てきてくれたのだとすれば、『キンプリ』の応援上映は2次元の中にお客さんが入り込む感じがある」そうです。”とインターネット上の意見を取り上げている。
同じような上映形態は『劇場版 プリティーリズム・オールスターセレクション プリズムショー☆ベストテン』から行われていたが、今作ではレスポンスのための間を作ったりキャラクターが口パクのみを行い字幕を観客自身が読み上げる「プリズム☆アフレコ」シーンがあったりなど、応援上映のための演出がされているのが特徴である。これらの演出にはこれまでの劇場版シリーズで培ったノウハウが生かされている。
ペンライトなどの他に作中に登場するアイテムとして、ブレスレット・セロリ(食品サンプル)・黄色いバラなどが応援グッズの定番となっている。
4DX上映
5月20日の発表で、DVD&Blu-rayの発売(6月17日)を記念した4DX上映が開始されることが分かった。

### DVDリリース・派生作品

#### CD
劇場版KING OF PRISM by PrettyRhythm Song&Soundtrack
エイベックス・ピクチャーズ（EYCA-10957）
2016年4月27日発売
2枚組。DISC 1が主題歌・挿入歌およびオーディオドラマ、DISC 2がサウンドトラック。

#### ブルーレイ・DVD
共に2016年6月17日発売。
劇場版KING OF PRISM by PrettyRhythm 初回生産特装版
ブルーレイ：EYXA-10990/B、DVD：EYBA-10988/B
収録内容：本編（59分）、特報集、CM・PV集、初日舞台挨拶映像、劇場先付映像集、オリジナル新作ショートアニメ
特典：特製ブックレット、絵コンテ集（縮刷版）、劇中挿入歌（本編用編集バージョン）他を収録したCD
劇場版KING OF PRISM by PrettyRhythm
ブルーレイ：EYXA-10993、DVD：EYBA-10992
収録内容：本編（59分）、特報集、CM・PV集
特典：特製ブックレット

## 漫画化作品

### 連載作品
キンプリ！
漫画：高松翼
4コマ漫画。KADOKAWA/メディアファクトリー『月刊コミックジーン』2016年7月号（2016年6月15日発売）より2017年6月号（2017年5月15日）まで連載。
1. 2016年11月26日発売 ISBN 978-4-0406-8589-2
2. 2017年6月27日発売 ISBN 978-4-0406-9241-8

KING OF PRISM by PrettyRhythm 胸キュン♥ワンモアジャンプ
漫画：南十字明日菜
ウェブコミック。白泉社『花LaLa online』にて2016年7月22日より2017年3月31日まで連載。金曜日更新。
- 2017年5月19日発売 ISBN 978-4-5922-1319-2

KING OF PRISM by PrettyRhythm〜Over The Rainbow!〜
漫画：綾月もか
小学館『Cheese!』にて2016年10月号（2016年8月24日発売）より2017年8月号（2017年6月24日）まで連載。
- 2017年6月9日発売 ISBN 978-4-0913-9460-6

KING OF PRISM by PrettyRhythm -パーティータイム-
作画：澄生澄佳、原案：青葉譲
スクウェア・エニックス『月刊Gファンタジー』にて2017年12月号（2017年11月17日発売）より2018年2月号（2018年1月18日発売）まで連載。
- 2018年3月27日発売 ISBN 978-4-7575-5682-9

### アンソロジーコミック
KING OF PRISM by PrettyRhythm コミックアンソロジー
第1巻 - 漫画：大川ぶくぶ、志摩時緒 他
一迅社
1. 2016年6月25日刊行 ISBN 978-4-7580-0904-1
2. 2016年8月3日刊行 ISBN 978-4-7580-0915-7
3. 2016年9月24日刊行 ISBN 978-4-7580-0921-8

KING OF PRISM by PrettyRhythm 電撃コミックアンソロジー
KADOKAWA
- 2016年8月9日発売 ISBN 978-4-0489-2311-8

KING OF PRISM by PrettyRhythm 4コマKINGS
一迅社
- 2016年8月25日発売 ISBN 978-4-7580-0917-1

KING OF PRISM by PrettyRhythm 4コマアンソロジー
KADOKAWA 
- 次世代編 2016年9月26日発売 ISBN 978-4-0406-8700-1
- ゴールデンエイジ編 2016年10月22日発売 ISBN 978-4-0406-8701-8

KING OF PRISM by PrettyRhythm B’s-LOG COMICS アンソロジー
KADOKAWA
- 2016年11月15日発売 ISBN 978-4-0472-7777-9

KING OF PRISM by PrettyRhythm アンソロジー　ストリートのカリスマ
秋田書店
- 2017年6月16日発売 ISBN 978-4-2531-5294-5

キンプリ+シネマ
ふゅーじょんぷろだくと
1. 2017年6月24日発売 以下A～Dはカバーイラスト違いの同内容。
  - A ISBN 978-4-8658-9365-6、
  - B ISBN 978-4-8658-9376-2
  - C ISBN 978-4-8658-9377-9
  - D ISBN 978-4-8658-9378-6
2. 2019年2月23日発売 ISBN 978-4-8658-9542-1

## 小説化作品
KING OF PRISM by PrettyRhythm ノベル&イラストアンソロジー
小説：朝前みちる、木爾チレン、仲村つばき、妙見さゆり
カバーイラスト：花邑まい
本編イラスト：あき、駒井ぴっぴ、左近堂絵里、サマミヤアカザ、先崎真琴、Tiv、釣巻へちま、双葉はづき、古屋モコ
ビーズログ文庫アリスより2016年11月15日発売。
- 2016年11月15日発売 ISBN 978-4-0473-4330-6

KING OF PRISM -OFFICIAL NOVEL-
小説：東芙美子
小学館より2018年2月15日発売。
- 2018年2月15日発売 ISBN 978-4-0917-9246-4

KING OF PRISM　-PRIDE the HERO- 全国横断いたしまSHOW！
著：朝前みちる
KADOKAWAより2019年2月23日発売。
2019年2月23日発売 ISBN 978-4-0473-5002-1

## 関連書籍
KING OF PRISM by PrettyRhythm 公式設定資料集
一迅社、2016年6月17日刊行 ISBN 978-4-7580-1508-0
KING OF PRISM by PrettyRhythm 応援BOOK
太田出版、2016年6月22日刊行 ISBN 978-4-7783-1523-8
KING OF PRISM by PrettyRhythm 煌めきぬりえ
一迅社、2016年9月1日刊行 ISBN 978-4-7580-1522-6
KING OF PRISM by PrettyRhythm プリズムスタァ公式ファンブック
宝島社、2016年9月16日刊行 ISBN 978-4-8002-5845-8
KING of PRISM by PrettyRhythm 特別増刊号 アニメージュ2016年11月号増刊
徳間書店、2016年9月17日刊行 雑誌のまるごと特集号。
KING OF PRISM -PRIDE the HERO- 公式設定資料集
一迅社、2017年11月24日刊行 ISBN 978-4-7580-1578-3
KING OF PRISM 公式ムック Ready Sparking!
主婦と生活社、2018年2月22日刊行 ISBN 978-4-3916-4102-8
KING OF PRISM PRIDE the HERO 応援BOOK
太田出版、2018年7月20日刊行 ISBN 978-4-7783-1630-3

## Webラジオ
『KING OF PRISM ラジオ 〜Secret Rose Time〜』のタイトルで、2016年12月9日から2017年7月7日までHiBiKi Radio Stationにて配信された。隔週金曜日 19:00 更新。パーソナリティは、寺島惇太（一条シン 役）、畠中祐（香賀美タイガ 役）。

## ゲーム
2017年8月5日、avex picturesはiOS及びAndroidに向けて音楽ゲームアプリの『KING OF PRISM プリズムラッシュ！LIVE』をリリースした。2020年10月29日にサービス終了。

## 舞台
『KING OF PRISM -Over the Sunshine!-』のタイトルで2017年に公演。大阪・東京の二公演で、11月2日より梅田芸術劇場 シアター・ドラマシティで、11月8日よりAiiA 2.5 Theater Tokyoで公演が行われた。
また、『KING OF PRISM -Shiny Seven Stars-』の舞台化作品『KING OF PRISM -Shiny Rose Stars-』は該当記事を参照。

### キャスト（舞台）
- 一条シン - 橋本祥平
- 神浜コウジ - 小南光司
- 速水ヒロ - 杉江大志
- 仁科カヅキ - 大見拓土
- 太刀花ユキノジョウ - 横井翔二郎
- 香賀美タイガ - 長江崚行
- 十王院カケル - 村上喜紀
- 鷹梁ミナト - 五十嵐雅
- 西園寺レオ - 星元裕月
- 涼野ユウ - 廣野凌大
- 如月ルヰ - 内藤大希
- 大和アレクサンダー - spi
- 高田馬場ジョージ - 古谷大和
- 氷室聖 - 栗田学武
- 法月仁 - 前内孝文
- アンサンブルキャスト - 梅津大輝、佐藤一輝、竹井弘樹、松田健太郎、宮越大貴

### スタッフ（舞台）
- 原作 - タカラトミーアーツ、シンソフィア、エイベックス・ピクチャーズ、タツノコプロ
- 脚本 - 青葉譲
- 演出 - 宇治川まさなり
- 音楽 - 石塚玲依
- 主催 - KING OF PRISM -Over the Sunshine!-」製作委員会2017

## 作品の評価
TBSテレビ『王様のブランチ』の調査による2016年1月23日・24日付観客動員数ランキングのミニシアター部門で第1位を獲得。
Yahoo! JAPANの映画レビューにおいて2016年1月29日時点で5点満点中4.72点の高評価を獲得し、一時は『劇場版ガールズ&パンツァー』や『スター・ウォーズ/フォースの覚醒』など同時期公開の話題作を上回っていた。
来場者がコスプレをしたり、映像の台詞に合わせて相づちやサイリウムを振ったりと、観客全員で盛り上げる「応援上映」がニュース番組で取り上げられている。

### 公開後の反響
2016年1月9日より新宿バルト9など14館で公開。公開直後の観客動員は小規模に留まり、2週目の土日が終わった時点で最終的な興行収入は「3000万円程度」と見られていた。ところが、テレビシリーズを視聴していたファン層だけでなく『プリティーリズム』シリーズを未見の新規層を巻き込む形の口コミで徐々に人気が上昇し、TBSテレビ『王様のブランチ』の調査による2016年1月23日・1月24日付観客動員数ランキングのミニシアター部門で第1位を獲得した。
2月14日にバレンタインデー特別企画として「愛をいっぱい届けてね! オーバー・ザ・バレンタイン上映会」を開催し、上映館で一条シンのバレンタイン限定メッセージを流したところ公開37日目にして初日の約170%の観客動員数を記録し、上映館数も2月15日時点で延べ47館と公開時の約3倍に拡大した。
3月9日、公開から2ヶ月を突破したロングランを記念して新宿バルト9で「公開3カ月突入! サンキュー♡上映会」を開催。監督の菱田正和、プロデューサーの西浩子（エイベックス・ピクチャーズ）と依田健（タツノコプロ）、キャラクターデザイン・原案の松浦麻衣、一条シン役の寺島惇太が舞台挨拶を行い、その席上で興行収入が同日時点で2億5000万円に達したことが発表された。また観客動員数上昇の結果、公開館数は同日の時点で延べ54館に拡大した。同月15日の時点で興行収入3億円突破、公開館数は延べ60館以上となった。
漫画家のアサダニッキがTwitterで本作を絶賛するコメントを連日投稿していた縁で依頼を受け、観賞レポートをアニメイトTV（当時、のちアニメイトタイムズへ改称)に寄稿している。同氏は6月22日発売予定の「KING OF PRISM by PrettyRhythm 応援BOOK」にも書き下ろし漫画を寄稿している。
声優の杉田智和は2月29日に『同級生』と合わせて本作を観賞した際の感想をTwitterに投稿し、ファンからは「杉田さんがキンプリ絶賛しててクソ笑う」「杉田がエリートになってる」などの好意的な反響がみられた。その後、杉田は続編の『PRIDE the HERO』に高田馬場ジョージ役で出演している。

### 興行成績・観客動員数
3月9日に開催された「公開3カ月突入! サンキュー♡上映会」にて同日時点で興行収入が2億5000万円に達したことが発表された。また観客動員数上昇の結果、当初14館だった公開館数は延べ54館に拡大した。同月15日の時点では興行収入3億円突破、公開館数は延べ60館以上となった。
4月18日には観客動員数30万人、興行収入5億円を突破。公開館数は延べ90館以上となった。
5月18日時点で興行収入は約6億円、上映館数は約100館に拡大している。
6月29日時点で興行収入は約7億円、観客動員数が40万人を突破したことが発表された。